# Junkers EF 130
Junkers EF 130 - foi um projeto de projeto de bombardeiro a jato alemão de asa voadora pela empresa Junkers nos últimos meses da Segunda Guerra Mundial.

## Projeto
O EF 130 era um bombardeiro a jato de layout de asa voadora com quatro turbojatos Heinkel HeS 011 situados perto do bordo de fuga da seção central da asa. Um par de estabilizadores verticais estava situado na borda de fuga das seções externas da asa, e a tripulação estava alojada em uma nacele que se projetava da asa. No entanto, o EF 130 permaneceu apenas como um estudo de design e não avançou para a fase de hardware.